# Hovedstensdys
Der Hovedstensdys war eine megalithische Grabanlage der jungsteinzeitlichen Nordgruppe der Trichterbecherkultur im Kirchspiel Ferslev in der dänischen Kommune Frederikssund. Er wurde zwischen 1851 und 1853 zerstört.

## Lage
Das Grab lag östlich des Waldgebiets Sømer Skov, nur wenige Meter nördlich von Lille Troldmosegård auf einem Feld. In der näheren Umgebung gibt bzw. gab es zahlreiche weitere megalithische Grabanlagen.

## Forschungsgeschichte
Das Grab wurde 1809 unter Schutz gestellt aber dennoch zwischen 1851 und 1853 zerstört. Im Jahr 1873 führten Mitarbeiter des Dänischen Nationalmuseums eine Dokumentation der Fundstelle durch. Zu dieser Zeit waren keine baulichen Überreste mehr auszumachen.

## Beschreibung

### Architektur
Die Anlage besaß eine Hügelschüttung unbekannter Form und Größe, die von einer steinernen Umfassung umgeben war. Von der Grabkammer waren zur Zeit der Zerstörung noch zwei Wandsteine und ein Deckstein erhalten. Zur Orientierung und den Maßen der Kammer liegen keine Angaben vor. Der genaue Typ lässt sich nicht bestimmen.

### Funde
In der Grabkammer wurde ein Meißel aus Feuerstein gefunden. In der Hügelschüttung wurden zudem Urnen mit Leichenbrand gefunden, wahrscheinlich Nachbestattungen aus der Bronzezeit.